# 王明俊
王明浚（1988年7月30日—）為台灣的排球選手，目前效力於企業排球聯賽台灣電力公司隊，位置為副攻手。

## 經歷
- 新北市板橋國中男子排球隊
- 新北市華僑高中男子排球隊
- 花蓮縣花蓮教育大學男子排球隊
- 屏東縣大仁科技大學男子排球隊
- 企業排球聯賽台電男子排球隊
- 企業排球聯賽國訓中心排球隊

## 獎項
- 2010年亞洲盃男子排球錦標賽：最佳發球球員

## 外部連結
- 學會內歛 王明浚從小屁孩變戰神
- 企業男女排球聯賽球員介紹-王明俊[永久]
- 「台灣戰神」- 王明浚[永久]